# ۹۴۰ (قمری)
۹۴۰ (قمری)، نهصد و چهلمین سال در گاهشماری هجری قمری است. اول محرم این سال برابر با دوم اوت سال ۱۵۳۳ میلادی است.